# Achyrocline
Achyrocline je biljni rod iz porodice glavočika. Pripada mu četrdsesetak priznatih vrsta rasprostranjenoj po Srednjoj i Južnoj Americi.

## Vrste
1. Achyrocline alata DC.
2. Achyrocline albicans Griseb.
3. Achyrocline anabelae Deble
4. Achyrocline arrojadoana Mattf.
5. Achyrocline bogotensis DC.
6. Achyrocline celosioides DC.
7. Achyrocline chionaea (DC.) Deble & Marchiori
8. Achyrocline crassiceps S.F.Blake
9. Achyrocline crassiuscula (Malme) Deble & Marchiori
10. Achyrocline deflexa B.L.Rob. & Greenm.
11. Achyrocline disjuncta Hemsl.
12. Achyrocline eriodes (Mattf.) Deble & Marchiori
13. Achyrocline flaccida (Weinm.) DC.
14. Achyrocline flavida S.F.Blake
15. Achyrocline gardneri (Baker) Deble & Marchiori
16. Achyrocline gaudens V.M.Badillo & Gonz.Sánchez
17. Achyrocline gertiana Deble & Marchiori
18. Achyrocline glandulosa S.F.Blake
19. Achyrocline guerreroana G.L.Nesom
20. Achyrocline hallii Hieron.
21. Achyrocline heringeri (H.Rob.) Deble & Marchiori
22. Achyrocline hirta Klatt
23. Achyrocline hyperchlora S.F.Blake
24. Achyrocline latifolia Wedd.
25. Achyrocline lehmannii Hieron.
26. Achyrocline luisiana Deble
27. Achyrocline macella Deble & Marchiori
28. Achyrocline marchiorii Deble
29. Achyrocline mathiolifolia DC.
30. Achyrocline mollis Benth.
31. Achyrocline oaxacana G.L.Nesom
32. Achyrocline peruviana M.O.Dillon & Sagást.
33. Achyrocline ramosissima Britton
34. Achyrocline ribasiana Deble & Marchiori
35. Achyrocline rupestris Cabrera
36. Achyrocline saturejoides (Lam.) DC.
37. Achyrocline scandens V.M.Badillo
38. Achyrocline tombadorensis Deble & Marchiori
39. Achyrocline tomentosa Rusby
40. Achyrocline trianae Klatt
41. Achyrocline vargasiana DC.
42. Achyrocline vauthieriana DC.
43. Achyrocline venosa Rusby
44. Achyrocline ventosa Klatt
45. Achyrocline virescens Klatt